# پدرو پابلو رامیرز
پدرو پابلو رامیرز (انگلیسی: Pedro Pablo Ramírez؛ ۳۰ ژانویه ۱۸۸۴ – ۱۲ مهٔ ۱۹۶۲) سیاست‌مدار اهل آرژانتین بود.